# The Gearrannan Blackhouses
The Gearrannan Blackhouses ist ein kleines Freilichtmuseum mit neun Blackhouses in Carloway auf der Isle of Lewis in einer Bucht an der Nordwestküste gegenüber der Inselhauptstadt Stornoway. Die Siedlung ist als Denkmal der Kategorie B geschützt.

## Beschreibung

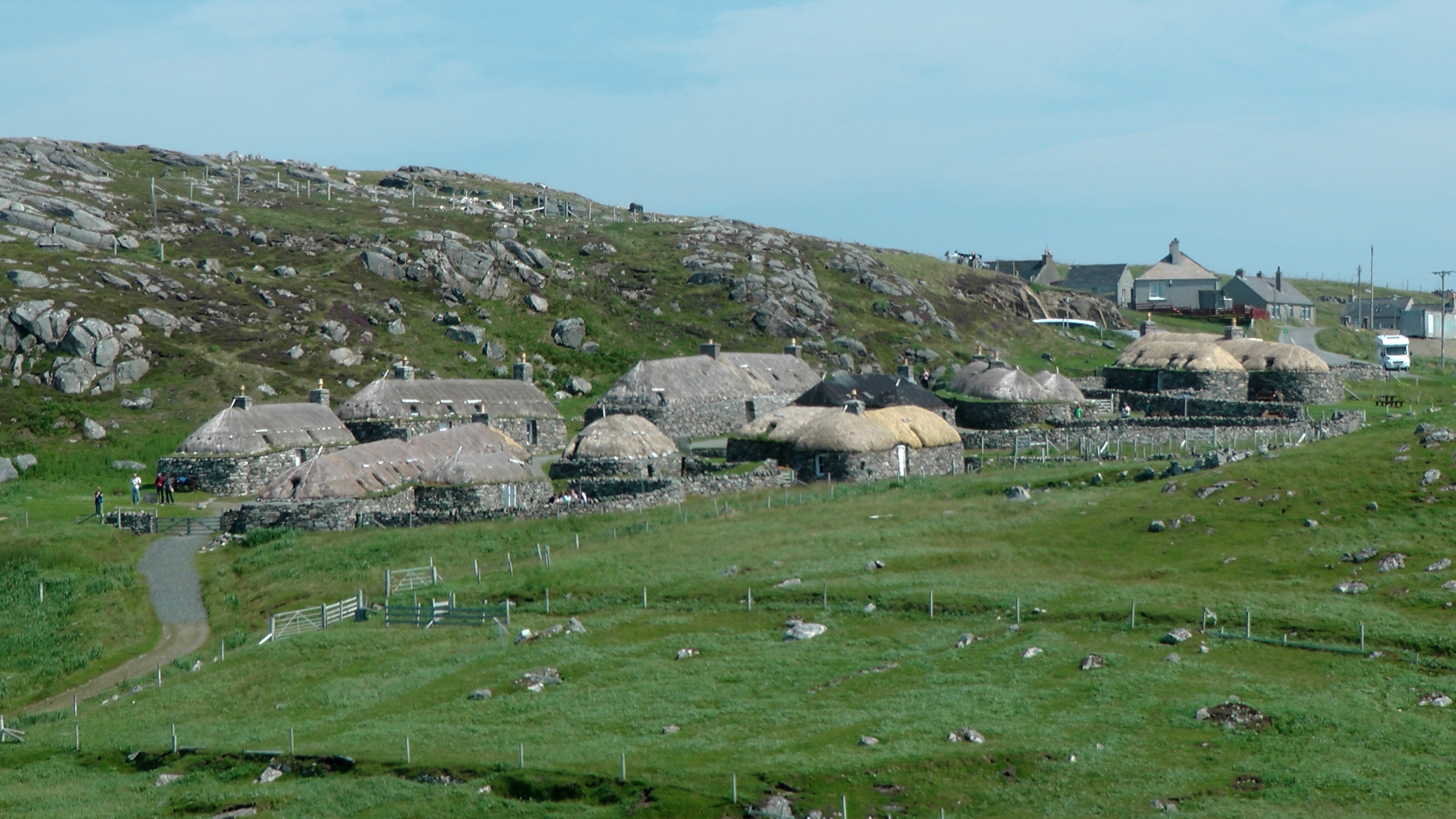
Gesamtes Dorf

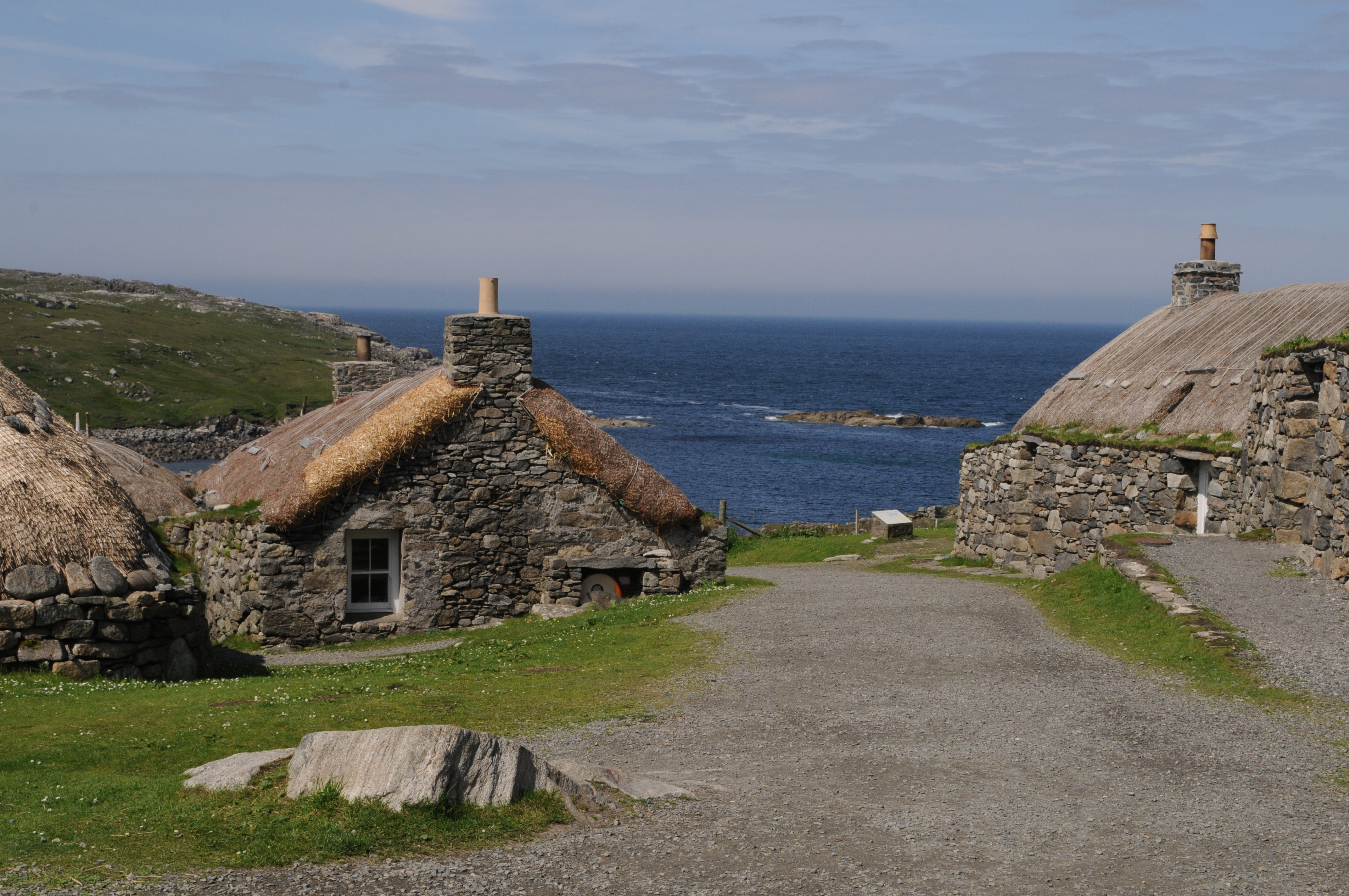
Mit Blick auf Hafen und Atlantik

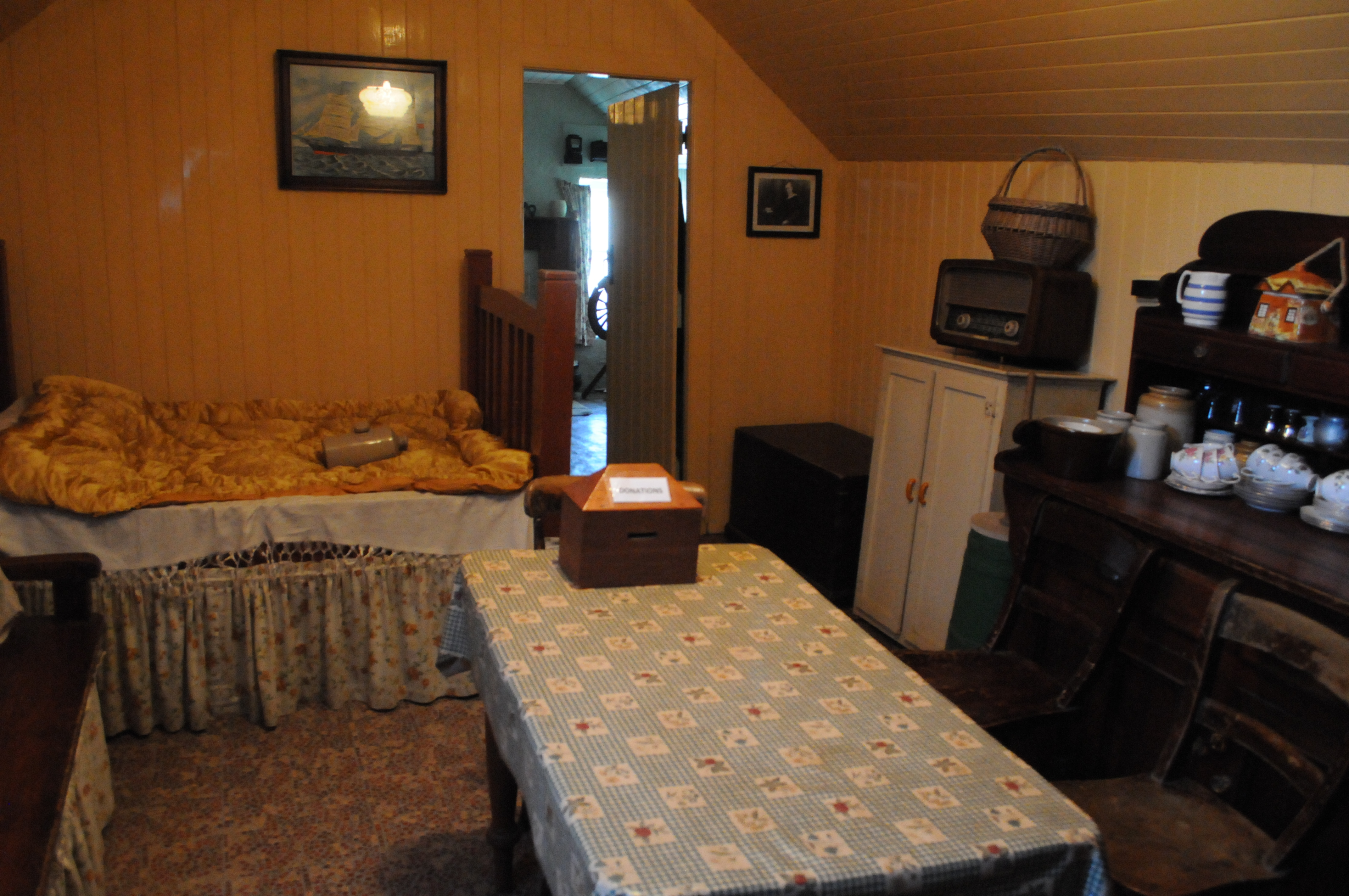
Als Wohnung eingerichtetes Blackhouse

Das Museum besteht aus neun sogenannten Blackhouses, die noch bis nach dem Zweiten Weltkrieg die typische Hausform der Landpächter waren. In situ erhalten sind neun derartige Häuser, die in der Nachkriegszeit nach und nach von ihren Bewohnern aufgegeben wurden und verfielen. Bis 1969 (andere Quellen 1974), als die letzten Bewohner ausgezogen sind, waren sie – nicht zuletzt aufgrund der abgelegenen Lage – die letzte Gruppe bewohnter Blackhouses. Ab 1989 begann der Urras nan Geàrrannan (The Garenin Trust) die Häuser zu restaurieren. Mehr als ein Jahrzehnt später wurde das Blackhouse-Dorf von HRH Princess Anne eröffnet.
Derzeit (2013) wird ein Blackhouse als Besucherzentrum mit Museumskasse, Shop und Café genutzt. Ein anderes ist als Wohnung mit der Einrichtung der letzten Bewohner eingerichtet, ein weiteres enthält einen kleinen Veranstaltungsraum und Informationstafeln zur Geschichte des Dorfes, ein weiteres enthielt eine Jugendherberge, die 2011 geschlossen wurde, und der Rest ist als jeweils eine Ferienwohnung ausgebaut.